# Karl Ernst Laage
Karl Ernst Laage (* 9. Juni 1920 in Kiel; † 11. Juli 2017 in Husum) war ein deutscher Literaturwissenschaftler und Biograf. Er studierte Latinistik, Germanistik und Slawistik und gilt als einer der renommiertesten Kenner Theodor Storms. Von 1956 an war er fast 30 Jahre als Lehrer tätig (zuletzt als Direktor der Hermann-Tast-Schule in Husum), bevor er 1985 Honorar-Professor an der Kieler Universität wurde. Zunächst als Sekretär, später als Präsident war der Husumer Ehrenbürger seit 1965 zugleich auch Mitglied der Theodor-Storm-Gesellschaft. Ab 1972 baute Laage gemeinsam mit Nachkommen des Dichters das Storm-Museum und parallel das inzwischen international renommierte Storm-Archiv in Husum auf.

## Leben
Erste Berührungspunkte mit Theodor Storm gab es schon in der Kindheit. So las Vater Carl dem Sohn regelmäßig aus Storms „Kleinem Häwelmann“ vor. Und als Junge tobte Laage immer um das Grab des Dichters herum, „das dem Haus meiner Großeltern genau gegenüberlag“. Aber wer dieser Storm war, wusste er nicht. Überhaupt hatte Karl Ernst Laage beruflich andere Interessen, wollte eigentlich Architekt werden. Und so wäre es vielleicht auch gekommen, wenn der Zweite Weltkrieg nicht alles über den Haufen geworfen hätte.
Nach Abitur und Studienbeginn in Kiel nahm Laage am Russland-Feldzug teil. Als Leutnant und Batterieführer der 3./AR 66, einer Einheit der 30. Infanterie-Division, wurde er am 26. November 1944 im Alter von 24 Jahren mit dem Ritterkreuz des Eisernen Kreuzes ausgezeichnet. Nach den Kämpfen um Kurland ging er am 8. Mai 1945, dem Tag der bedingungslosen Kapitulation der deutschen Wehrmacht, für fünf Jahre in sowjetische Kriegsgefangenschaft.
Doch die Gefangenschaft, die Laage viele Jahre später in einem eigenen Buch aufarbeitete, führte auch zu einer neuen Begegnung mit Storm. Nachdem er sich beklagt hatte, dass es im Lager nichts zu lesen gab, schenkte ihm eine russische Familie Iwan Turgenjews „Weschnije Wody“ (Frühlingswogen), und Laage entdeckte darin Ähnlichkeiten mit Storms „Immensee“-Novelle: Sein Forscherehrgeiz war geweckt.
Doch zunächst galt es zu überleben: nach harten Kriegsjahren in Russland noch fünf Jahre Zwangsarbeit in einem Bau-Bataillon in Moskau und Twer. Als er 1950 heimkehrte, hatte er nicht nur die Literatur für sich entdeckt, sondern auch die russische Volksseele. Und die war ganz anders, als es die NS-Propaganda den Soldaten eingebläut hatte. Von nun an warb er für eine differenzierte Betrachtung Russlands und seiner Menschen.
Zurück im Seminar der Universität setzte der 30-Jährige das unterbrochene Lehramtsstudium für Deutsch und Latein fort und trat 1956 als Studienassessor ins Altsprachliche Gymnasium in Husum ein. Im selben Jahr promovierte Laage in Kiel über den Friedensgedanken in der augusteischen Dichtung. 1985 ging er in Husum als Oberstudiendirektor in Pension. Dies war seine erste berufliche Bestimmung – die eines „leidenschaftlichen Lehrers“, wie er sagte. Weitere zehn Jahre lehrte er als Honorarprofessor an der Universität Kiel und lud regelmäßig zum Literaturkurs in die Volkshochschule Husum ein.

### Storm-Forschungen
Zu vertieften Storm-Studien verhalf noch einmal der Zufall: Das Turgenjew-Thema war zwar nicht vergessen, doch für eigene Forschungen blieb keine Zeit. Inzwischen war aber sein Vater Carl Sekretär der jungen Storm-Gesellschaft geworden, der seinen cand. phil. gern zu Fachfragen hinzuzog. So wurde der junge Laage allmählich zum Experten: 1966 folgte er dem Vater auf den Sekretärsposten, konnte 1967 die grundlegende Studie zu Storm und Turgenjew publizieren und stand auch gleich international im Blickpunkt: 1967 jährte sich des Dichters Geburtstag zum 150. Male, das Husumer Symposium dazu wurde zur Feuertaufe des neuen Sekretärs. Im Laufe dieser 25-jährigen Tätigkeit wuchs die Gesellschaft von 200 auf 1500 Mitglieder, erwarb Storms Wohnhaus und baute es zu Museum und Forschungsarchiv aus.
Dabei kamen Laage die guten Kontakte zu den Enkeln des Dichters zunutze, besonders zu Elisabeth Spethmann. Das unscheinbare Manuskript, das sie ihm eines Tages aushändigte, wurde unter seiner Redaktion zum spektakulären jüngsten Beitrag zur Storm-Forschung – ein Gespensterbuch! Wie die Brüder Grimm ihre Märchen hatte der junge Dichter seit 1843 Spukgeschichten aus dem Volk, von Freunden und Kollegen für ein Buch gesammelt. Die Veröffentlichung scheiterte in den Wirren des Befreiungskampfes um Schleswig-Holstein, in dessen Verlauf Storm nach Potsdam fliehen musste. Das Manuskript geriet in Vergessenheit. Erst im Jahr 2011 konnte Laage das „Neue Gespensterbuch“ herausbringen (Boyens Verlag, Heide 2011), eines von mehr als 20 Büchern, die Laage über „seinen“ Dichter veröffentlichte.
Im Jahr 2012, zum 40. Gründungstag des Storm-Hauses, erzählte er die Geschichte von Wohnhaus und Museum. Bis ins hohe Alter hatte er weitere Pläne: „Der Mensch Theodor Storm müsste weiter erforscht werden. Das war ein ganz schwieriger Charakter“, meinte Laage.

### Wirkungen
Welche Impulse der 1920 in Kiel geborene, am 11. Juli 2017 gestorbene Laage, der eigentlich Architekt werden wollte und nach dem Krieg in Husum Lehrer wurde, der Storm-Forschung verlieh, davon zeugt nicht zuletzt die Werkausgabe, die er zusammen mit Dieter Lohmeier 1988, zum 100. Todestag des Autors, im Deutschen Klassiker Verlag vorgelegt hat und die seither als Referenzausgabe gilt.
Laage hat zahlreiche Aufsätze und Bücher zu Storm veröffentlicht. Nun ist zum 200. Geburtstag des Dichters ein Band erschienen, der 25 ältere und ganz neue Arbeiten Laages bündelt und ungewollt zu einer Art Vermächtnis geworden ist.
Zehn Jahre zuvor hatte Laage im Erich-Schmidt-Verlag einen schmalen Band vorgelegt, ebenfalls mit Aufsätzen zu Theodor Storm, dabei aber inhaltlich einen ganz anderen Weg eingeschlagen. Der Untertitel „Neue Dokumente, neue Perspektiven“ dieses früheren Bandes ist wörtlich zu nehmen, schließlich finden sich dort auf knapp über hundert Seiten insgesamt 35 zuvor unveröffentlichte Briefe, von Akten und anderen Archivalien ganz abgesehen. Wurden aber 2007 vorwiegend Einzel- bis Spezialaspekte zur Dichterbiographie beleuchtet, etwa seine juristische Tätigkeit auf der Insel Nordstrand oder seine leider Fragment gebliebene „Sylter Novelle“, so richtet sich der jetzt vorgelegte Sammelband entschieden an ein Publikum, das sich dem Autor mit Interesse, aber ohne gelehrten Anspruch nähern möchte.
Laage berichtet von Storms Schulzeit in Lübeck ebenso wie von seinen beruflichen Anfängen als junger Anwalt in Husum, er weist eindringlich auf die immense Rolle hin, die das Exil des Autors im thüringischen Heiligenstadt für seinen Blick auf die Heimat und das Schreiben darüber einnimmt. Laages besondere Liebe gilt den Örtlichkeiten in Husum, die mit Storm in Verbindung stehen, den erhaltenen ebenso wie den inzwischen abgerissenen, und Laages Trauer über den Verlust der letzteren teilt sich mit.

## Würdigungen
„Husum ist sehr stolz auf seinen Ehrenbürger, der sich in höchstem Maße um die Stadt und die Allgemeinheit verdient gemacht hat. Professor Laage ist der beste Beweis dafür, dass Arbeit den Geist jung und wach hält.“
Uwe Schmitz, Bürgermeister
„Mit seinem großen Lebenswerk hat Prof. Laage den Dichter Theodor Storm aus der Vereinnahmung durch eine provinzielle und rückwärtsgewandte Heimatkunst befreit und wieder im Zusammenhang der Weltliteratur sichtbar gemacht, der er angehört – von den frühen Arbeiten über Storm und Turgenjew über die mustergültige Neuedition von Thomas Manns Storm-Essay bis zu den Büchern über den reisenden, den politischen, den Zeitgenossen Storm. Und er hat all das in einer Sprache getan, die seine Einsichten allen neugierigen Lesern ebenso anschaulich vermittelt wie seinen wissenschaftlichen Kollegen.“
Heinrich Detering, Präsident der Theodor-Storm-Gesellschaft
„Viele inspirierende Bücher zu Theodor Storm sind Karl Ernst Laage zu verdanken. Vor allem aber gäbe es das Storm-Zentrum in der Wasserreihe nicht ohne seinen großen Einsatz, schon gar nicht in dieser Form: Ein exzellenter Grund, auch einen langen Weg nach Husum in Kauf zu nehmen.“
Tilman Spreckelsen, Theodor-Storm-Preisträger 2014.

## Veröffentlichungen (in Auswahl)
- Theodor Storm und Iwan Turgenjew, Heide: Boyens 1967.
- Thomas Mann: Theodor Storm Essay. Herausgegeben und kommentiert von Karl Ernst Laage, Heide: Boyens 1996.
- Unterwegs mit Theodor Storm: Ein literarischer Reiseführer, Heide: Boyens 2002.
- Mit Storm auf Schritt und Tritt. Reisebegleiter durch Husum und Nordfriesland, Heide: Boyens 2006.
- Spurensuche in Moskau und Twer. Erinnerungen an Menschen, Gebäude und Arbeitslager, Berlin: Zeitgut 2006.
- Theodor Storm – Neue Dokumente, neue Perspektiven. Mit 35 unveröffentlichten Briefen (Husumer Beiträge zur Storm-Forschung (HuB), Band 6), Berlin: Erich Schmidt 2007.
- Theodor Storm. Leben und Werk. 8., erweiterte und überarbeitete Auflage. Husum 2007, ISBN 978-3-88042-650-4.
- Russland – gestern und heute. Persönliche Begegnungen, Heide: Boyens 2009.
- An’s Haff nun fliegt die Möwe. Auf Theodor Storms Spuren. Ellert & Richter, Hamburg 2010, ISBN 978-3-8319-0379-5.
- Theodor Storms „Neues Gespensterbuch“. Beiträge zur Geschichte des Spuks, Heide: Boyens 2012.
- Theodor Storm. Der Dichter und sein Haus, Heide: Boyens 2012.
- Theodor Storm privat, Heide: Boyens 2013.
- Theodor Storm. Eine Biographie, Heide: Boyens 2014.
- Begegnungen mit Theodor Storm, Heide: Boyens 2015.
- Theodor Storm zum 200. Geburtstag. Aufsätze, Untersuchungen, Dokumente, Heide: Boyens 2017, ISBN 978-3-8042-1460-6.